# Élections générales espagnoles de 2023 dans les Asturies
Les élections générales espagnoles de 2023 (en espagnol : Elecciones generales de España de 2023) se tiennent le dimanche 23 juillet 2023 afin d'élire les 350 députés et 208 des 266 sénateurs de la XVe législature des Cortes Generales. 7 députés sont élus dans les Asturies.

## Résultats
| Parti                  | Parti                                                   | Voix    | %     | +/-   | Sièges | +/-           |  |
| ---------------------- | ------------------------------------------------------- | ------- | ----- | ----- | ------ | ------------- |  |
|                        | Parti populaire (PP)                                    | 212 816 | 35,65 | 12,43 | 3      | 1             |  |
|                        | Parti socialiste ouvrier espagnol (PSOE)                | 205 049 | 34,34 | 1,07  | 2      | 1             |  |
|                        | Sumar (av. IAS)                                         | 88 630  | 14,85 | 3,37  | 1      | en stagnation |  |
|                        | Vox                                                     | 74 571  | 12,49 | 3,37  | 1      | en stagnation |  |
|                        | Parti animaliste contre la maltraitance animale (PACMA) | 3 167   | 0,53  | 0,26  | 0      | en stagnation |  |
|                        | Les Asturies existent (AE-EV)                           | 2 314   | 0,39  | Nv.   | 0      | en stagnation |  |
|                        | Parti communiste des travailleurs espagnols (PCTE)      | 1 598   | 0,27  | 0,12  | 0      | en stagnation |  |
|                        | Front ouvrier (FO)                                      | 1 176   | 0,20  | Nv.   | 0      | en stagnation |  |
|                        | Pour un monde + juste (PUM+J)                           | 773     | 0,13  | 0,04  | 0      | en stagnation |  |
|                        | Recortes Cero                                           | 590     | 0,10  | 0,03  | 0      | en stagnation |  |
|                        | Parti unioniste de l'État d'Espagne (PUEDE)             | 269     | 0,05  | Nv.   | 0      | en stagnation |  |
|                        | Vote blanc                                              | 6 079   | 1,02  | 0,24  |        |               |  |
|                        |                                                         |         |       |       |        |               |  |
| Suffrages exprimés     | Suffrages exprimés                                      | 597 032 | 98,98 |       |        |               |  |
| Votes nuls             | Votes nuls                                              | 6 151   | 1,02  |       |        |               |  |
| Total                  | Total                                                   | 603 183 | 100   | -     | 7      | en stagnation |  |
| Abstention             | Abstention                                              | 355 840 | 37,10 |       |        |               |  |
| Inscrits/Participation | Inscrits/Participation                                  | 959 023 | 62,90 |       |        |               |  |